# Lana Dabić
Lana Dabić est une ancienne joueuse de volley-ball serbe née le 9 juillet 1992 à Novi Sad. Elle mesure 1,81 m et jouait au poste de passeuse. 

## Clubs
| Club            | De        | À         |
| --------------- | --------- | --------- |
| ŽOK Novi Sad    | 2006-2007 | 2009-2010 |
| ŽOK Klek        | 2010-2011 | 2010-2011 |
| ŽOK Dinamo      | 2011-2012 | 2011-2012 |
| ASPTT Mulhouse  | 2012-2013 | 2013-2014 |
| Békéscsabai RSE | 2014-2015 | fév. 2015 |
| ŽOK Spartak     | 2015-2016 | 2016-2017 |